# لیندا کرل
لیندا کرل (انگلیسی: Linda Curl؛ زادهٔ ۱۹۶۱/۱۹۶۲ (۶۲–۶۳ سال)) بازیکن سابق فوتبال اهل انگلستان است که در پست هافبک و فوروارد بازی ‌می‌کند.
کرل اولین بازی خود را در ۱۵ سالگی در بازی دوستانه ۹-۱ مقابل سوئیس در بوثفری پارک کینگستون اپان هال در ۲۸ آوریل ۱۹۷۷ انجام داد.
وی همچنین در تیم ملی فوتبال زنان انگلستان بازی کرده است.